# Chawki Chache
Pour les articles homonymes, voir Chache.
Chawki Chache (en arabe : شوقي شاش) est un footballeur algérien né le 15 janvier 1982 à El-Harrach dans la wilaya d'Alger. Il évoluait au poste d'attaquant.

## Biographie
Il évolue en première division algérienne avec son club formateur, l'USM El Harrach et le CR Belouizdad.

## Palmarès
USM El Harrach
- Coupe d'Algérie :
  - Finaliste : 2010-11.